# Premier Padel 2022
El Premier Padel 2022 fue la 1.ª edición del circuito Premier Padel, impulsado por la Federación Internacional de Padel, y con el respaldo económico de Nasser Al-Khelaïfi.
Desde el inicio de la competición, esta inició un conflicto entre World Padel Tour y los mejores jugadores de este circuito, ya que ellos querían jugar también en el Premier Padel, lo que llevó a WPT a poner una demanda contra los primeros 20 jugadores del ranking, por entender que poseen la exclusividad de estos. Finalmente, y pese a la demanda, los jugadores decidieron jugar el primer torneo, logrando la victoria en la final los número 2 del World Padel Tour, Paquito Navarro y Martín Di Nenno.
Esta primera edición de Premier Padel finalizó con Alejandro Galán y Juan Lebrón como números 1 del ranking, habiendo ganado 4 de los 8 torneos.

## Calendario
| Torneo                     | Ciudad    | País      | Fecha                            |
| -------------------------- | --------- | --------- | -------------------------------- |
| Ooredo Catar Major         | Doha      | Catar     | 28 de marzo - 2 de abril         |
| Italy Premier Padel Major  | Roma      | Italia    | 21 de mayo - 29 de mayo          |
| París Premier Padel Major  | París     | Francia   | 11 de julio - 17 de julio        |
| Madrid Premier Padel P1    | Madrid    | España    | 1 de agosto - 6 de agosto        |
| Argentina Premier Padel P1 | Mendoza   | Argentina | 8 de agosto - 14 de agosto       |
| NewGiza Premier Padel P1   | Guiza     | Egipto    | 24 de octubre - 30 de octubre    |
| México Premier Padel Major | Monterrey | México    | 28 de noviembre - 4 de diciembre |
| Milano Premier Padel P1    | Milán     | Italia    | 5 de diciembre - 11 de diciembre |

## Resultados
Major
     P1
| Torneo    | Ganadores                            | Finalistas                           | Resultado       |
| --------- | ------------------------------------ | ------------------------------------ | --------------- |
| Doha      | Paquito Navarro y Martín Di Nenno    | Alejandro Galán y Juan Lebrón        | 6-3 / 7-6       |
| Roma      | Alejandro Galán y Juan Lebrón        | Paquito Navarro y Martín Di Nenno    | 4-6 / 7-5 / 6-4 |
| París     | Alejandro Galán y Juan Lebrón        | Juan Tello y Federico Chingotto      | 6-3 / 4-6 / 6-4 |
| Madrid    | Alejandro Galán y Juan Lebrón        | Paquito Navarro y Martín Di Nenno    | 5-7 / 6-2 / 6-3 |
| Mendoza   | Franco Stupaczuk y Pablo Lima        | Fernando Belasteguín y Arturo Coello | 6-2 / 4-6 / 7-6 |
| Guiza     | Franco Stupaczuk y Pablo Lima        | Alejandro Galán y Juan Lebrón        | 2-6 / 7-6 / 7-6 |
| Monterrey | Fernando Belasteguín y Arturo Coello | Agustín Tapia y Sanyo Gutiérrez      | 6-3 / 3-6 / 6-3 |
| Milán     | Alejandro Galán y Juan Lebrón        | Víctor Ruiz y Lucas Bergamini        | 6-2 / 6-2       |